# صالح المحمد الصباح
الشيخ الفريق الركن صالح المحمد الخالد المحمد الصباح (1931 - 11 نوفمبر 2015)؛ عسكري كويتي، ونائب سابق لرئيس للأركان العامة للجيش الكويتي ما بين عامي 1965 و1980 ، وهو من أحفاد الشيخ محمد بن صباح الصباح أمير دولة الكويت السادس.

## نبذة عن سيرته
بدأت حياته العسكرية منذ بداية خمسينيات القرن الماضي حيث التحق بكلية (مونز) العسكرية في بريطانية ليتخرج فيها ملازما أول ، أجاد من خلالها المعارف الأكاديمية المرتبطة بفنون القتال في الجيوش النظامية الحديثة ، وبعد ذلك إنخرط في السلك العسكري في الكويت حيث كانت تضم فقط ثلاث سرايا وعمل على تطبيق ماتعلمه من خبرة القيم العسكرية وأصول الانضباط في هذا المجال ، كما شارك مع معظم القادة من مؤسسي الجيش الكويتي في هذه المهمة وتمكينه للقيام بمهامه يشاركه في ذلك الشيخ مبارك العبدالله الصباح ، ومع بدايات التزاماته بتأسيس الجيش الكويتي على نحو متقدم عمد على إرسال البعثات إلى الكليات والمدارس والمعاهد العسكرية على اختلاف مستوياتها في الدول التي تملك باعا كبيرا في هذا المجال بالتنسيق مع القيادة السياسية آنذاك ورفيقه في السلاح رئيس هيئة الأركان العامة في الجيش الكويتي آنذاك الشيخ مبارك العبدالله الصباح والاستعانة بزملاءه العسكريين من ذوي الخبرة وأهل الاختصاص ، كما تولى مسؤوليات الاشراف على مراكز التعليم والتدريب والبعثات في الجيش ومديرية التدريب و مديرية التنظيم ، كما كان مسؤلا عن الالوية العسكرية وقيادات الاسلحة .

## مشاركته في الحروب العربية
توليه مسؤولية إدارة العمليات الحربية ، كما قاد "لواء اليرموك" الكويتي في حرب 1967الذي تم نشره في مصر وسوريا خلال الحرب ضد إسرائيل التي تحتل الاراضي العربية في فلسطين ، كما كان له صولة في الحرب ضد إسرائيل عام 1973 حيث تشرف الجيش الكويتي بالالتحاق بهذه الحرب وكان في موقع رئاسة الاركان.

## تقاعده ووفاته
نظرا لظروفه الصحية تقاعد الفريق الشيخ صالح المحمد الصباح عام 1980 مختتما مسيرة عسكرية حافلة قدم فيها خالصة تجربته العسكرية للجيش الكويتي بعد أن وضع اللبنات والاركان الاساسية لجعله جيشا مقاتلا من الطراز الاول ، وفي نهاية عام 2015 تدهورت حالته الصحية بعد مرض عضال وأعلنت وفاته ونعاه الديوان الاميري الكويتي عن عمر ناهز ال83 عام.